# Antonis Samarakis
Antonis Samarakis (Αντώνης Σαμαράκης; 16. srpna 1919 Athény – 8. srpna 2003 Pylos) byl řecký spisovatel.

## Život
Antonis Samarakis vystudoval Právnickou fakultu Athénské univerzity. Během nacistické okupace byl zapojený do řeckého odporu. V roce 1944 byl nacisty zatčen a odsouzen k smrti, podařilo se mu ale uniknout. V letech 1945 až 1963 pracoval na Ministerstvu práce a poté se plně věnoval literatuře. Podílel se rovněž na odporu proti vojenské diktatuře v letech 1967 až 1974. Poté působil jako expert Mezinárodní organizace práce v mnoha zemích po celém světě, a v roce 1989 začal spolupracovat s Dětským fondem Organizace spojených národů (UNICEF) jako velvyslanec dobré vůle. Zemřel roku 2003 na infarkt. Podle jeho přání bylo jeho tělo bylo darováno Athénské univerzitě pro lékařské výzkumy.
Ve svých dílech se Samarakis soustřeďuje hlavně na sociální problémy, vyjadřuje obavy o budoucnost moderní společnosti a s vášnivým sarkasmem tepe její protiklady a křivdy. Je jedním z nejpřekládanějších řeckých autorů, jeho kniha To lathos (Το λάθος, česky jako Omyl) z roku 1965 byla přeložena do 30 jazyků.

## Dílo
- Zitite elpis (Ζητείται ελπίς) (1954, Hledá se naděje), sbírka povídek odrážející svět těsně po skončení druhé světové války.
- Sima kindynou (Σήμα Κινδύνου) (1959, Poplašný signál), román zabývající se tím, jak každodenní strach z války a hladu podkopává lidskou morálku.
- Arnoumai (Αρνούμαι) (1961, Odmítám), sbírka povídek,
- To lathos (Το λάθος) (1965, Omyl), román vyjadřující metodou detektivní prózy ovzduší policejního státu, založeného na podezírání, nejistotě a násilí.
- To diavatirio (Το διαβατήριο) (1973, Cestovní pas), sbírka povídek,
- H Kontpa (Η κόντρα) (1992), sbírka povídek,
- 1919-, Autobiografía (1919-, Αυτοβιογραφία) )1996), autobiografie,
- En onomati (Εν ονόματι) (1998, Ve jménu), román zabývající se povahou moderní demokracie.

## Filmové adaptace
- La faille (1975, Rozsudek), francouzský film podle románu To lathos, režie Peter Fleischmann

## Česká vydání
- Omyl, Odeon, Praha 1981, přeložil Lefteris Boubaris.